# Pooneh Rohi
Pooneh Rohi, född 1982 i Iran, är en svensk författare.

## Biografi och författarskap
Rohi är född i Iran och kom som sexåring till Sverige, där hon växte upp i Stockholm. Hon debuterade 2014 med den uppmärksammade romanen Araben (Ordfront förlag), som handlar om erfarenheterna av exil. Boken följer två svensk-iranier, en yngre kvinna och en äldre man, och deras liv i Sverige. Araben har mottagit Göteborgs stads litteraturpris (2015) samt Smålits migrantpris (2019) och nominerades bland annat till Katapultpriset.
Hennes andra roman Hölje (Ordfront förlag) utkom 2021 och handlar om en kvinna som förlorar minnet i samband med en födsel. Boken nominerades till Sveriges Radios romanpris och European Union Prize for Literature (EUPL). 
Genljud är hennes poesidebut och utkom 2024 på Pamflett förlag. Hon utkom under 2024 också med sin tredje roman, Atlantis (Ordfront förlag). 
Rohi är också verksam som språkforskare, och har förekommit som skribent på kultursidorna i Dagens Nyheter och Svenska Dagbladet.

## Utmärkelser i urval
- 2014 – nominerad till Katapultpriset för Araben
- 2014 – nominerad till Nöjesguidens Stockholmspris för Araben[6]
- 2015 – mottagare av Göteborgs Stads litteraturpris för Araben
- 2016 – nominerad till Sveriges radios novellpris för Segraren
- 2019 – mottagare av Smålits Migrantpris för Araben[7]
- 2021 – nominerad till European Union Prize for Literature (EUPL) för Hölje
- 2021 – mottagare av Samfundet De Nios julpris[8]
- 2022 – nominerad till Sveriges Radios romanpris för Hölje